# Edgars Rinkēvičs
Edgars Rinkēvičs, latvijski politik, * 21. september 1973, Jūrmala.
Od 8. julija 2023 je predsednik Republike Latvije. Med letoma 2011 in 2023 je bil minister za zunanje zadeve Latvije. Pred tem je bil vodja kabineta predsednika Latvije] državni sekretar ministrstva za obrambo in poslanec Saeime. Preden nastopom predsedniške funkcije je bil Rinkēvičs od maja 2014 član strank oz. frakcij Latvijska pot, Reformistična stranka in Enotnost. Po izvolitvi za predsednika je slednjo zapustil, saj se v Latviji običajno pričakuje, da predsedniki ohranijo politično nevtralnost. Rinkēvičs je po prevzemu predsedniške funkcije postal prvi odkrito istospolno usmerjeni voditelj države v državi Evropske unije.

## Mladost in izobraževanje
Rinkēvičs se je rodil v Jūrmali, kjer je leta 1991 končal srednjo šolo. Leta 1995 je diplomiral na Fakulteti za zgodovino in filozofijo Univerze v Latviji. Med letoma 1994 in 1995 je študiral tudi politologijo in mednarodne odnose na Univerzi v Groningenu na Nizozemskem, za kar je leta 1995 prejel certifikat. Leta 1997 je magistriral iz politologije, nato pa leta 2000 pridobil še drugi magisterij na Šoli Dwighta D. Eisenhowerja za nacionalno varnost in strategijo virov.

## Poklicna pot
V letih 1993 in 1994 je Rinkēvičs med študijem delal kot novinar, ki je na Latvijskem radiu poročal o zunanji politiki in mednarodnih odnosih. Leta 1995 se je zaposlil kot višji referent na Oddelku za politiko Ministrstva za obrambo, to funkcijo je opravljal do marca 1996, ko je postal vršilec dolžnosti vodje Oddelka za politiko, to funkcijo je opravljal do septembra istega leta, ko je postal vršilec dolžnosti namestnika državnega sekretarja za obrambo. Maja 1997 je postal vršilec dolžnosti državnega sekretarja za obrambo, nato pa avgusta 1997 glavni državni sekretar za obrambo. To vlogo je opravljal do oktobra 2008.
Med letoma 1998 in 2004 je bil Rinkēvičs član stranke Latvijska pot. Februarja 1998 se je vključil v razpravo o listini o partnerstvu med ZDA in Baltikom, od leta 2002 do 2003 pa je bil član latvijske delegacije, ki se je pogajala o pristopu k zvezi NATO, kot namestnik vodje latvijske delegacije. Leta 2008 je bil imenovan za vodjo kabineta predsednika Latvije in to vlogo je opravljal do julija 2011. Oktobra istega leta je Rinkēvičs kot minister za zunanje zadeve postal član vlade Valdisa Dombrovskisa. Sprva je bil neodvisen, nato se je januarja 2012 pridružil Zatlerjevi Reformni stranki. Maja 2014 se je Rinkēvičs pridružil stranki Enotnost.
Po odstopu vlade Valdisa Dombrovskisa leta 2014 je svoj ministrski mandat nadaljeval v vladi Laimdote Straujuma. Leta 2014 je kandidiral na parlamentarnih volitvah in bil izvoljen v parlament, nato pa je bil ponovno potrjen za ministra za zunanje zadeve, ponovno v vladi Straujumejeve. Od leta 2016 do 2019 je bil minister za zunanje zadeve v vladi Kučinskega in od leta 2019 do 2023 v vladi Kariņša.
Za predsednika Latvije je bil izvoljen 31. maja 2023. Funkcijo je nastopil 8. julija 2023.

## Politična stališča
Rinkēvičs je kot zunanji minister med drugim pozdravil novico o vzpostavitvi popolnih diplomatskih odnosov med Izraelom in Bahrajnom. Prav tako je izrazil globoko zaskrbljenost zaradi stopnjevanja sovražnosti v sporni regiji Gorski Karabah ter pozval Armenijo in Azerbajdžan, naj takoj prekineta spopade in napredujeta k mirni rešitvi.

## Zasebno
6. novembra 2014 je na svojem profilu na Twitterju javno objavil, da je istospolno usmerjen, s čimer je postal prvi poslanec v Latviji, ki je javno izpostavil svojo homoseksualnost, pa tudi prvi odkrito istospolno usmerjeni vodja države v državi Evropski uniji. Poleg latvijščine tekoče govori angleško, rusko in francosko.